# Movimento Repubblicano Popolare
Il Movimento Repubblicano Popolare (in francese Mouvement Républicain Populaire, MRP) è stato un partito politico francese tra il 1944 e il 1967.

## Storia
Fu fondato da Georges Bidault e da Robert Buron nel 1944, con un orientamento democratico cristiano, di centro e fortemente europeista.
Fu "fortemente voluto da un laicato cattolico in prima linea nella resistenza al nazismo e al petainismo, e contemporaneamente in forte contrapposizione ad un episcopato che al contrario aveva visto nel Maresciallo Pétain sia l'unico baluardo di fronte al vassallaggio nazista, sia la possibilità di costruire una Francia finalmente libera dai demoni del laicismo e del culto della République".
È stato partito di governo quattro volte con i Governi di Robert Schuman, Georges Bidault e Pierre Pflimlin.
Perse gradualmente importanza con l'avvento della quinta repubblica e del gollismo. L'MRP era infatti precedentemente l'unico partito francese organizzato alternativo alle forze di sinistra socialiste e comuniste e, pur portando avanti politiche energicamente riformatrici, era l'esclusivo riferimento degli elettori più conservatori, che successivamente seguiranno il generale De Gaulle.
Dopo che molti dei suoi membri erano confluiti nel Rassemblement du peuple français (RPR) di De Gaulle o nel  Centre démocrate  fondato nel 1966 da Jean Lecanuet (gruppo che sarebbe poi entrato a fare parte dell'UDF), il MRP fu ufficialmente sciolto il 13 settembre 1967.

## Struttura

### Presidenti
- 1944–1949: Maurice Schumann
- 1949–1952: Georges Bidault
- 1952–1956: Pierre-Henri Teitgen
- 1956–1959: Pierre Pflimlin
- 1959–1963: André Colin
- 1963–1965: Jean Lecanuet

### Segretari generali
- 1944: Robert Bichet
- 1944–1955: André Colin
- 1955–1962: Maurice-René Simonnet
- 1962–1963: André Colin (ad interim)
- 1963–1967: Joseph Fontanet

## Risultati elettorali
| Elezione                | Voti      | %    | Seggi     |
| ----------------------- | --------- | ---- | --------- |
| Legislative 1945        | 4.580.222 | 23,9 | 150 / 586 |
| Legislative 1946 (Giu.) | 5.586.213 | 28,2 | 166 / 586 |
| Legislative 1946 (Nov.) | 4.988.609 | 25,9 | 173 / 586 |
| Legislative 1951        | 2.369.778 | 12,5 | 95 / 625  |
| Legislative 1956        | 2.366.321 | 10,9 | 83 / 626  |
| Legislative 1958        | 1.858.380 | 9,1  | 57 / 579  |
| Legislative 1962        | 1.665.695 | 9,1  | 36 / 482  |